# Hanns-Georg Kilian
Hanns-Georg Kilian (* 8. November 1925 in Dessau; † 26. Dezember 2017 in Ulm) war ein deutscher Physiker. 

## Leben und Werk
Kilian machte sein Abitur 1949 nach der Rückkehr aus sowjetischer Kriegsgefangenschaft. Anschließend studierte er Physik in Aachen, wo er 1958 promoviert wurde. Es folgte die Habilitation in Marburg bei Friedrich Horst Müller. 1969 folgte er einem Ruf an die Universität Ulm, wo er den Lehrstuhl für experimentelle Physik leitete. 
Sein wissenschaftliches Werk umfasst Beiträge zur Polymer- und Kolloidchemie.  Kilian war Herausgeber der „Zeitschrift für Kolloid und Polymer Science“ (heute „Colloid&Polymer Science“).